# Aporum calceolariae
Aporum calceolariae é uma espécie de orquídea epífita de hábito pendente e flores pequenas, que habita da Indochina ao oeste e centro da Malásia.